# Mausoléu

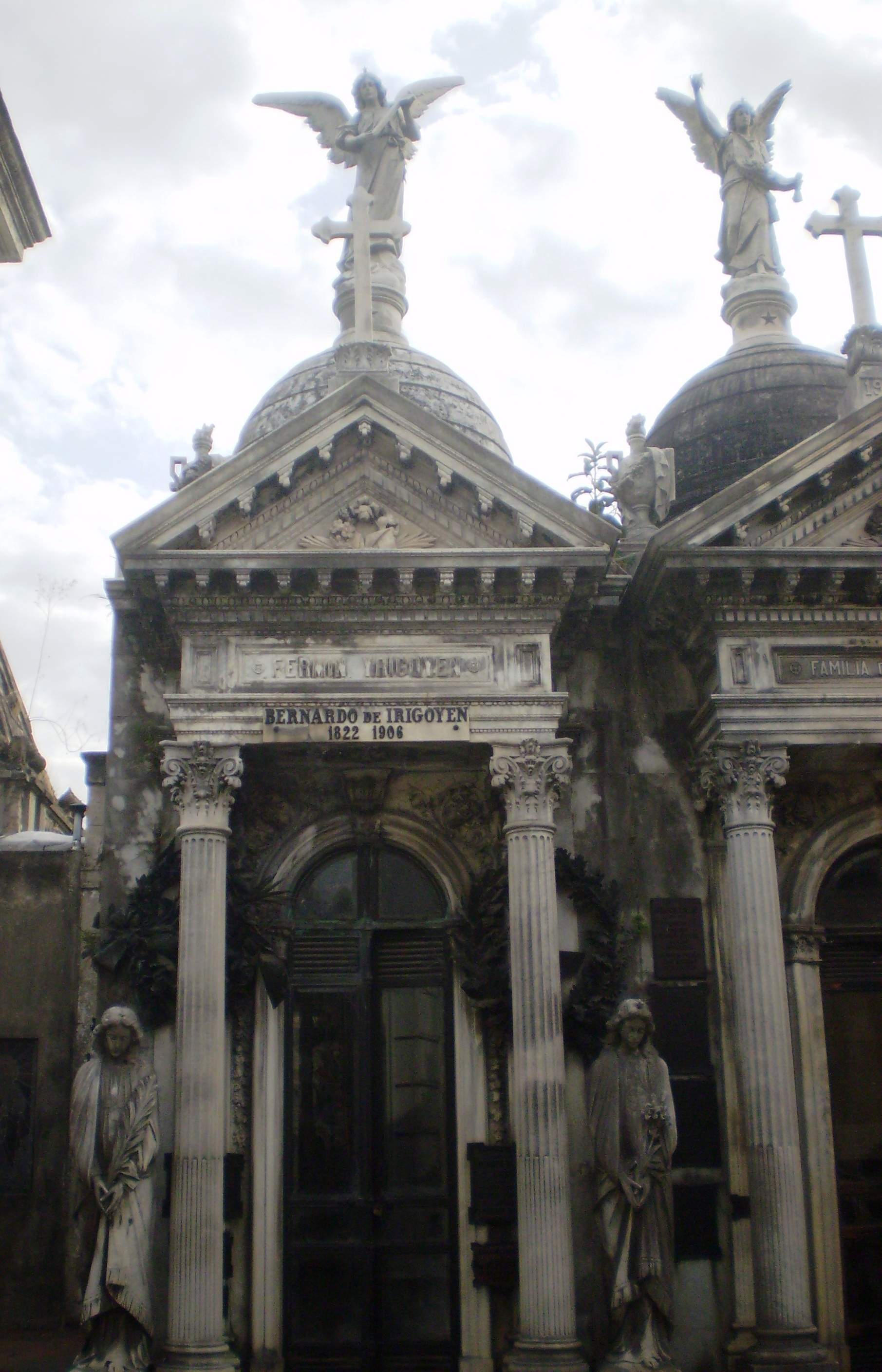
Mausoléu em Cemitério da Recoleta

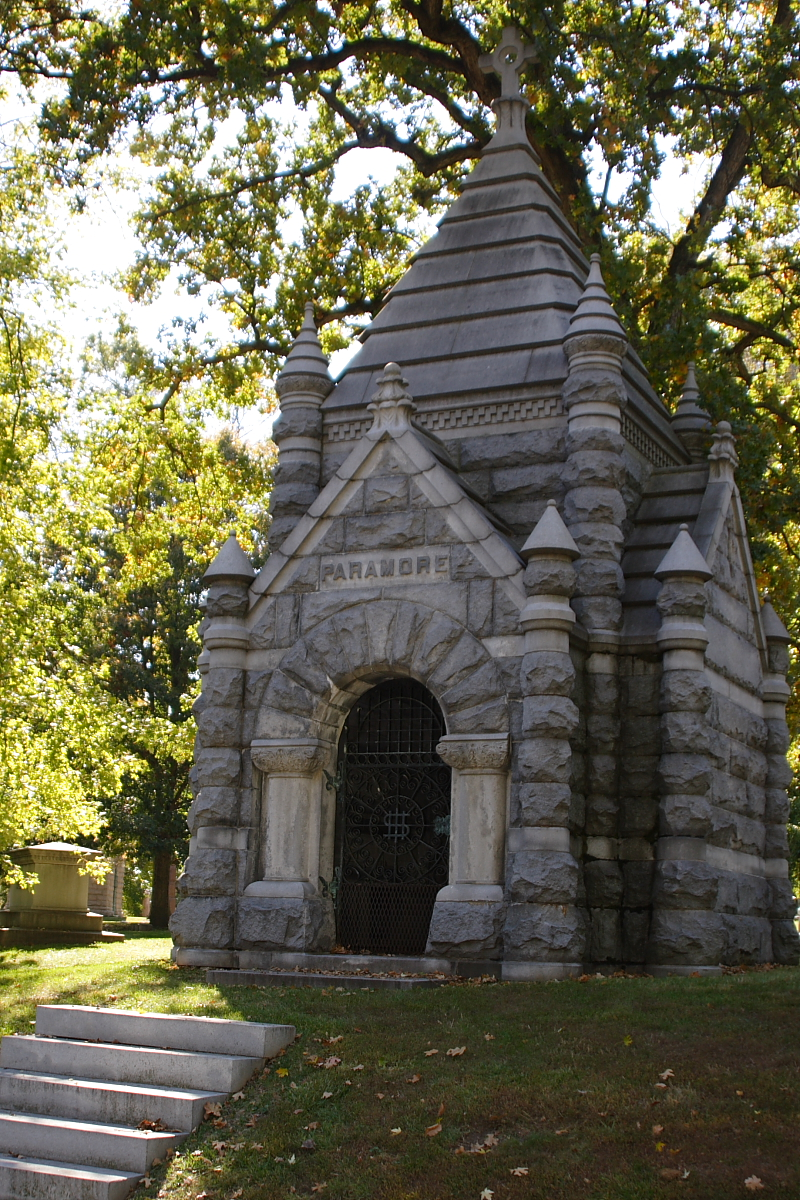
Mausoléu

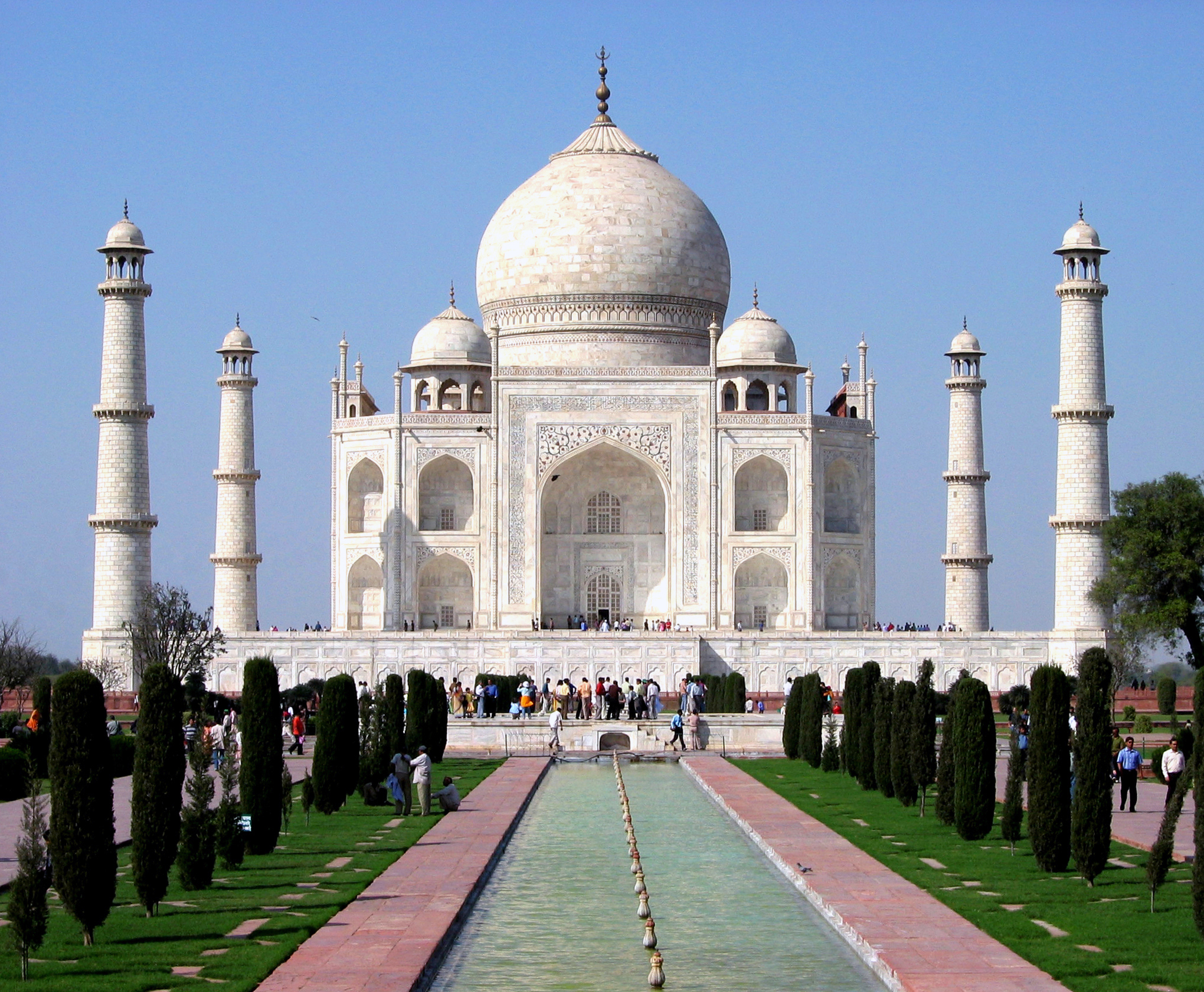
O famoso Taj Mahal.

Um mausoléu é uma tumba grandiosa, normalmente construída para uma figura importante. Mausoléu também pode referir-se a uma estrutura com criptas com as tumbas de vários indivíduos. Mausoléus podem ser edifícios separados, ou parte de um complexo maior — como um templo. O termo deriva de Mausolo, nome de um sátrapa de Cária do Império Aquemênida do século IV a.C.. O seu túmulo, conhecido como Mausoléu de Halicarnasso (moderna cidade turca de Bodrum), era uma das sete maravilhas do mundo antigo.
Em Nova Iorque, a Tumba de Grant é uma versão em escala reduzida do monumento de Halicarnasso.

## Visão geral
A palavra mausoléu (em grego clássico: μαυσωλεῖον) deriva do Mausoléu de Halicarnasso (perto da atual Bodrum, na Turquia), o túmulo do rei Mausolo, o sátrapa persa de Caria, cuja grande tumba era uma das Sete Maravilhas do Mundo Antigo.
Os mausoléus foram historicamente, e ainda podem ser, construções grandes e impressionantes para um líder falecido ou outra pessoa importante. No entanto, mausoléus menores logo se tornaram populares entre a pequena nobreza e a nobreza em muitos países. No Império Romano, eles costumavam estar em necrópoles ou ao longo das estradas: a via Appia Antica mantém as ruínas de muitos mausoléus privados por quilômetros fora de Roma. Quando o cristianismo se tornou dominante, os mausoléus estavam fora de uso.
Mais tarde, os mausoléus tornaram-se particularmente populares na Europa e suas colônias durante os primeiros períodos modernos e modernos. Um único mausoléu pode ser permanentemente selado. Um mausoléu envolve uma câmara funerária totalmente acima do solo ou dentro de uma abóbada funerária abaixo da superestrutura. Este contém o corpo ou corpos, provavelmente dentro de sarcófagos ou nichos de sepultamento. Os mausoléus modernos também podem atuar como columbários (um tipo de mausoléu para restos cremados) com nichos adicionais de urnas cinerárias. Os mausoléus podem estar localizados em um cemitério, um cemitério ou em terras privadas.
Nos Estados Unidos, o termo pode ser usado para um túmulo abaixo de uma instalação maior, como uma igreja. A Catedral de Nossa Senhora dos Anjos em Los Angeles, Califórnia, por exemplo, tem 6 000 espaços de urna sepulcral e cinerária para enterros no nível inferior do edifício. É conhecido como o "mausoléu da cripta". Na Europa, esses cofres subterrâneos às vezes são chamados de criptas ou catacumbas.

## Mausoléus importantes
- A Mastaba;
- As pirâmides do antigo Egito, Núbia e Índia também são tipos de mausoléu;
- Mausoléu de Halicarnasso;
- Mausoléu de Lenin, em Moscou, na Rússia;
- Mausoléu de Mao Zedong em Pequim, China;
- Mausoléus de Gala Placídia;
- Taj Mahal na Agra, Índia;
- O Mausoléu de Hamilton em Hamilton, Escócia;
- A Tumba de Abraham Lincoln em Springfield, Illinois.
- Mausoléu Imperial, onde descansam os restos de D. Pedro II do Brasil;
- Panteão da Dinastia de Bragança;